# Palabras cruzadas

Palabras cruzadas

Los cruzapalabras o palabras cruzadas son un tipo de pasatiempo que consiste en colocar una serie de palabras sobre un casillero en posiciones verticales u horizontales de modo que se cruzan por determinadas letras. 
A diferencia del crucigrama, en los cruzapalabras no se proporciona la definición del término sino la relación de todas las palabras a colocar, habitualmente agrupadas por el número de letras. 